# Eduard von Peucker
Eduard Peucker, à partir de 1816 von Peucker (né le 19 janvier 1791 à Schmiedeberg et mort le 10 février 1876 à Berlin) est un général d'infanterie prussien. En 1848/1849, il est ministre impérial de la Guerre au sein du Pouvoir central provisoire, puis de la Commission centrale fédérale (de).

## Biographie

### Origine
Peucker est issu d'une vieille famille silésienne établie à Bernstadt-sur-la-Weide (Basse-Silésie) en 1664. Il est le fils du marchand et propriétaire terrien Christian Peucker et de son épouse Christiane Henriette, née Klaussen.

### Carrière militaire
Après le lycée Sainte-Marie-Madeleine de Breslau, Peucker s'engage le 24 juin 1809 dans la 4e compagnie à pied de la brigade d'artillerie de Silésie. C'est le chef d'armée prussien Gneisenau, dont Peucker a fait la connaissance auparavant chez des parents, qui l'y a incité. Il est nommé sous-lieutenant en 1811 et participe à la campagne contre la Russie à partir de 1812. Il s'y distingue particulièrement par ses capacités militaires, est décoré à plusieurs reprises et est promu premier lieutenant le 7 juin 1815. Le 16 mai 1816, il est anobli et transféré en juin au ministère de la Guerre.
En 1842, il est promu général de division et rejoint la Commission militaire fédérale (de) à Francfort-sur-le-Main en mai 1848 en tant que commissaire militaire prussien. C'est là que le 15 juillet 1848, l'archiduc Jean-Baptiste, l'administrateur de l'Empire (de), le nomme ministre impérial de la Guerre. Avec son collègue Anton von Schmerling, il publie le décret d'hommage (de) et, dans les jours de septembre, Peucker dirige la soumission des insurgés à Francfort-sur-le-Main. Après avoir été promu lieutenant-général prussien le 8 mai 1849, son cabinet démissionne le 10 mai 1849 après le rejet par la Prusse de la Constitution impériale. Il fait cependant également partie des deux derniers cabinets conservateurs du pouvoir central ainsi que, temporairement, de la Commission centrale fédérale (de), qui reprend les affaires fédérales du gouvernement impérial.
Le 10 juin 1849, il reçoit le commandement du corps fédéral (de) qui a été formé pour réprimer la révolution badoise. En décembre 1849, il devient membre de la Commission centrale fédérale pour le maintien de la Confédération germanique  au nom de la Prusse. En décembre 1850, il part pour Cassel en tant que commissaire militaire prussien. Cette mission ne dure que jusqu'en février 1851 (voir Crise d'automne de 1850).
Peucker vit ensuite quelques années à Berlin sans obligation de service avant d'être nommé en 1854 inspecteur général de l'instruction et de la formation militaires. Il s'illustre par la réorganisation des écoles militaires prussiennes et l'amélioration des méthodes d'enseignement. Le 22 novembre 1858, Peucker est nommé général d'infanterie. À partir de 1860, il est docteur honoris causa de l'Université Frédéric-Guillaume de Berlin et est décoré le 18 octobre 1861 de la Grand-Croix de l'ordre de l'Aigle rouge avec épées sur l'anneau ainsi que chevalier de l'ordre de l'Aigle noir le 17 mars 1863.
Le 21 novembre 1872, il présente sa demande de départ. Celle-ci lui est alors accordée avec une pension et il est en même temps nommé chef du 6e régiment d'artillerie de campagne. De plus, le 24 novembre 1872, Peucker est nommé à vie à la Chambre des seigneurs de Prusse.
Après son décès le 10 février 1876, Peucker est enterré le 13 février au cimetière de Dorotheenstadt.

### Famille
Peucker est marié deux fois. Le 8 décembre 1816, il se marie à Berlin avec Christiane (née le 8 décembre 1792 à Berlin et morte le 7 septembre 1817 à Berlin), la fille du conseiller de guerre Werner Friedrich Rimpler. Après le décès de cette dernière, Peucker se marie le 19 novembre 1820 à Zeesen avec Clara comtesse von der Schulenburg-Ottleben (née le 8 février 1802 à Ottleben et morte le 17 août 1837 à Berlin). Le premier mariage n'a pas d'enfants. Du second sont nés les enfants suivants :
- Claire (née le 20 novembre 1821 à Berlin) mariée avec l'administrateur von Niebelschütz (de) sur Dahwe
- Eduard (de) (1823-1897)
- Werner (né et mort en 1825)

## Publications
- Das deutsche Kriegswesen der Urzeit in seinen Verbindungen und Wechselwirkungen mit dem gleichzeitigen Staats- und Volksleben. 3 Teile (Berlin 1860–64) (Digitalisat Bd. 2)
- Beiträge zur Beleuchtung einiger Grundlagen für die künftige Wehrverfassung Deutschlands. Frankfurt am Main 1848.